# Roosarna
Roosarna var ett svenskt danseband. Det blev dannet i 1969 i Vallsta.

## Diskografi

### Album
- Vi hörs - 1975
- Jag tror att jag är fast för dej - 1984
- I kväll är det party - 1985
- Livet är nu - 1988
- På lugnare vatten - 1990
- En enda gång - 1992
- Vet du vad jag vet - 1994
- Hem till Norden - 1996
- Ett hus med många rum - 1997
- Dagar som kommer och går - 1999
- Nu börjar livet - 2001
- Vad livet har att ge - 2005